# Калиновка (Ливенский район)
Калиновка — деревня в Ливенском районе Орловской области России.
Входит в состав Речицкого сельского поселения.

## География
Расположена на правом берегу ручья Речица, впадающим в реку Сосну, западнее административного центра поселения — села Речица, с которым Калиновка соединена просёлочной дорогой.
В деревне имеется одна улица — Речная.

## Население
| 2010 |
| ---- |
| 1    |

## ссылки
- Калиновка (деревня)